# Dwaalleraar
Een dwaalleraar, ook wel een valse leraar of een valse profeet genoemd, is een persoon die een leer verkondigt die sterk afwijkt van de officiële christelijke geloofsleer: diegene verspreidt dus een dwaalleer of heterodoxie.  
Wat die 'officiële christelijke geloofsleer' is, verschilt per kerkgenootschap en stroming, en daarmee ook wat 'dwaalleer' wordt genoemd. Zo hebben protestanten en katholieken elkaar bijvoorbeeld vaak over en weer dwaalleraars genoemd, dat geldt ook voor gereformeerden en evangelischen, en ook weer voor diverse groepen binnen die stromingen zelf. Ook is er een grote variatie per kerkgenootschap en stroming in hoe snel andersdenkenden 'dwaalleraar' worden genoemd; sommige groepen, voor de kleinere en meer sektarische, zijn daar zeer op gebrand, bredere en gematigder kerkverbanden gebruiken de term zelden. 
Dwaalleraar is een term met soms een zware geestelijke lading, vergelijkbaar met de termen ketter en ketterij. De sociale gevolgen kunnen dan ook verstrekkend zijn: wie 'dwaalleraar' wordt genoemd, kan worden geweerd van podia en kansels, en in vroeger tijden kon er zelfs gevangenisstraf of executie volgen. Sociaal gezien is het proces enigszins vergelijkbaar met wat tegenwoordig ook wel 'cancelen' heet. 

## Voorbeelden
- Verscheidene personen zijn er in het verleden van beschuldigd een dwaalleraar te zijn, bijvoorbeeld Hal Lindsey, een Amerikaanse evangelist die veel over de eindtijd heeft geschreven en wiens speculaties daarover niet door iedereen worden gedeeld.
- Vaak echter worden die christenen een dwaalleraar genoemd die er vrijzinnige denkbeelden op nahouden, bijvoorbeeld theologen en predikanten van (meer) vrijzinnige kerkelijke richtingen.
- Ook geestelijke leiders die een nieuwe religieuze weg inslaan die sterk afwijkt van het (orthodox-)christelijke gedachtegoed worden wel aangeduid als dwaalleraren. Voorbeelden hiervan zijn Joseph Smith, de stichter van de mormonen, en Mohammed, de stichter van de islam. Laatstgenoemde lijkt met zijn religieuze denkbeelden het christendom in bepaalde opzichten te naderen maar op andere belangrijke punten er ook weer van af te wijken, bijvoorbeeld ten aanzien van de persoon van Jezus, die de islam niet ziet als 'zoon van God' en als lichamelijk gekruisigd.

## Bijbelse fundering
De apostel Paulus schrijft over dwaalleraren (Galaten 1:6-10): 
Het verbaast me dat u zich zo snel hebt afgewend van hem die u door de genade van Jezus Christus heeft geroepen en dat u zich tot een ander evangelie hebt gekeerd. Er is geen ander evangelie, er zijn alleen maar mensen die u in verwarring brengen en het evangelie van Christus willen verdraaien. Wanneer iemand u iets verkondigt dat in strijd is met wat ik u verkondigd heb, al was ik het zelf of een engel uit de hemel – vervloekt is hij! Ik heb het al eerder gezegd en zeg het nu opnieuw: wanneer iemand u iets verkondigt dat in strijd is met wat u hebt ontvangen – vervloekt is hij! Probeer ik nu mensen te overtuigen of God? Probeer ik soms mensen te behagen? Als ik dat nog altijd zou doen, zou ik geen dienaar van Christus zijn.